# Phœbé
Phoebe, op. 30, és una obra per piano de la compositora Mel Bonis escrita el 1909. L'obra, dedicada a Paul Locard, fou publicada per Éditions Leduc el 1909. Va ser reeditada l'any 2004 per les edicions Furore .

## Descripció
Phœbé forma part d'un conjunt d'obres que descriuen set figures femenines de la mitologia o la literatura amb destí llegendari, inspiradores de la compositora. Aquestes peces mostren figures arquetípiques de les diferents dones i permeten una reflexió en torn a quin lloc ocupen i quin destí els espera.
El cicle fou recollit de forma pòstuma per la seva besneta Christine Géliot en una suite titulada « Femmes de légénde (dones de llegenda) 1909-1922 », que també inclou Mélisande, Ophélie, Viviane, Salomé, Écho, Desdèmona, Cléopatra i Omphale.
Phoebe, Op. 30 descriu musicalment la història de Phoebe, filla de Zeus i Leto Phoebe-Artemis i germana bessona d'Phoebus-Apol·lo en la mitologia grega, sovint relacionada amb la lluna i la nit. També podria fer referència a una Titanida, filla d'Ouranos i Gaïa.
Per evocar aquests elements i recrear una atmosfera màgica i nocturna, Bonis recorre a la creació d'una sonoritat modal i a la successió de figuracions ràpides i suaus a la mà esquerra, a mode d'arpa, juntament amb els fragments melodics de la mà dreta.
La gran fluïdesa de la peça s'atribueix al simbolisme de l'obra.

## Anàlisi
L'obra il·lustra la maduresa d'estil de la compositora en el domini del disseny de la forma i en l'ús de la modalitat i la tonalitat. Aparentment i com indica l'armadura, la tonalitat de l'obra és Re bemoll major, però l'harmonia condueix a l'ambigüitat tonal fins al final. Per exemple, si s'analitza l'acompanyament dels primers compassos, es podria interpretar que l'inici es troba en La bemol mixolidi. També podria ser que la nota la bemoll fos una nota pibot des de l'inici de l'obra. Finalment, la darrera secció, en comptes de resoldre les tensions s'esvaeix enmig d'una suau inestabilitat, segons apunta Francis de' Medici. En l'obra s'utilitzen altres dos modes: l'escala hexatònica i l'escala octatònica, que enfatitzen aquesta sensació d'indeterminació tonal, degut a la simetria de la distribució dels intervals d'aquestes escales en modes de transposició limitada. Mentre l'escala octatònica participa en l'ambigüetat modal, l'escala de tons s'utilitza només en un moment cadencial i per embellir un acord dominant que resol sobre la tònica (La bemoll). L'obra té forma tripartita ABA' .
En aquesta peça, la no-definició de l'articulació formal s'exacerba a causa l'ambigüitat tonal. Aquesta característica també és explotada per altres compositors però en contextos clarament tonals, com a l' <i id="mwOQ">Impromptu No 3</i> de Gabriel Fauré. Entre aquest Impromptu i Phoebe, hi ha altres característiques en comú. Per exemple, quan en un moment donat el ritme de l'acompanyament de la mà esquerra canvia, de manera que es restitueix la pulsació inicial.
L'estructura, la gestió del ritme dins el compàs i la fluïdesa de l'articulació són especialment subtils i ambigües aquí, respecte la resta d'obres inspirades en figures femenines Per exemple, Viviane o Desdèmona presenten unes formes més convencionals .

## Recepció
L'obra va ser interpretada en un concert l'any 1909 per la mateixa Mel .